# Lars Nilsson Hvitlock
Lars Nilsson Hvitlock var skarprättare i Stockholm åren 1656-1659. Han efterträddes av Jakob Mikaelsson 1659, som gifte sig med sin företrädares änka.
Sonen Johan Larsson Hvitlock blev skarprättare i Stockholm 1674.